# Sancho V van Gascogne
Sancho V Sánchez van Gascogne (overleden in 961) was van 955 tot aan zijn dood hertog van Gascogne.

## Levensloop
Sancho V was de oudste onwettige zoon van hertog Sancho IV van Gascogne.
Zijn vader overleed tussen 950 en 955, waarna Sancho hem opvolgde als hertog van Gascogne. Hij bleef deze functie uitoefenen tot aan zijn eigen dood in 961.
Omdat hij ongehuwd en kinderloos gebleven was, volgde zijn jongere broer Willem II hem op.